# Gabriel Puig Roda

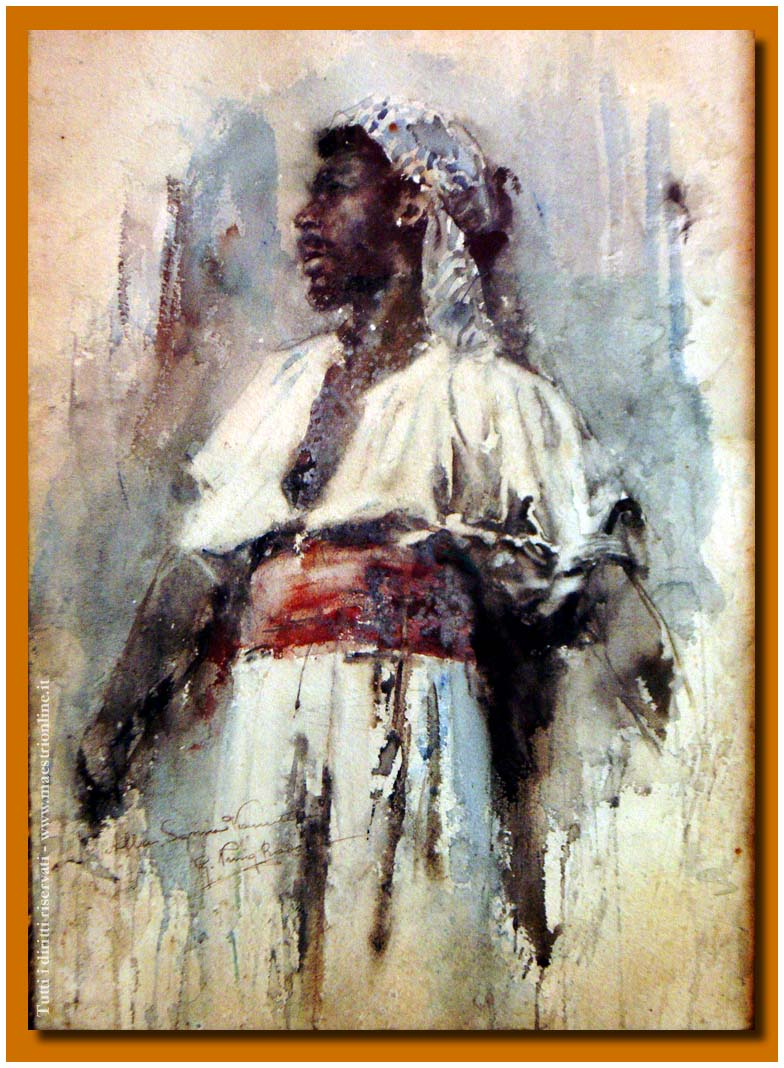
Tipus amb vestit àrab, de Puig Roda (1891)

Gabriel Puig Roda (Tírig, Alt Maestrat, 1865; Vinaròs, Baix Maestrat, 1919), fou un pintor costumista valencià.
Fill d'una família llauradora, el 1879 el jove Gabriel ingressà en l'Escola de Sant Carles de València, becat per la Diputació de Castelló. Després d'estudiar en l'Escola de San Fernando de Madrid, aquesta institució li atorga una beca per a anar a Roma, on s'estableix el 1889. Amb la finalitat de perfeccionar-se en l'ús de l'aquarel·la, assisteix a l'Acadèmia Chigi, al Cercle Internacional de Belles Arts, delatant la influència dels seus contemporanis italians.
En 1890 ja havia aconseguit un cert reconeixement internacional, alhora que el seu apoderat venia taules i aquarel·les. Aquesta primera etapa romana, finalitza al concloure la beca en 1892.
Viatja a Pisa, Gènova, Milà, Pàdua, Venècia i Bolonya, llocs on pren apunts de paisatges i racons típics que li serveixen per a les seues composicions. Després d'una temporada a Espanya retorna a Roma on realitza L'expulsió dels moriscs, quadre que envia el 1894 a la Diputació de València.
Les seves obres d'aquesta època s'integren en dos grans grups: en primer lloc estan els temes d'influència fortunyana que inclouen quadres de gènere i orientalistes. En segon terme, apareixen els temes naturalistes, com "El captaire de la guitarra" i "La visita del corregidor", on Puig Roda, influït per la literatura del seu temps, representa amb cruesa escenes costumistes de l'època.
En 1890 s'instal·la a Barcelona i en 1903 a Vinaròs, on s'especialitza en aquarel·les de temàtica costumista. Mor a Vinaròs el 21 de novembre de 1919.